# Matthew Yeats
Matthew Yeats (* 6. April 1979 in Montreal, Québec) ist ein ehemaliger kanadischer Eishockeytorwart, der zuletzt beim HK Jesenice unter Vertrag stand. 

## Karriere
Matthew Yeats begann seine Karriere 1995 in der kanadischen Juniorenliga Western Hockey League und unterzeichnete nach vier Jahren beim Team der University of Maine in der National Collegiate Athletic Association bei den Atlantic City Boardwalk Bullies seinen ersten Profivertrag. Obwohl er während des NHL Entry Draft 1998 von den Los Angeles Kings gedraftet worden war, stand er für die Washington Capitals auf NHL-Eis, konnte aber in fünf Einsätzen nicht überzeugen. In den folgenden Jahren wechselte er zwischen mehreren Teams in den nordamerikanischen Minor Leagues, ehe er für die Saison 2007/08 den Sprung nach Europa wagte. 
Mit Sparta Sarpsborg erreichte er das Viertelfinale der norwegischen Liga, unterlag dort jedoch dem IK Comet. Nachdem sein Team den Vertrag mit ihm nicht verlängern wollte, wechselte er in die dänische AL-Bank Ligaen zu den Herlev Hornets. Die Mannschaft spielte allerdings keine erfolgreiche Saison und landete abgeschlagen auf dem letzten Platz und konnte dabei nur sechs ihrer 36 Spiele gewinnen. Yeats unterzeichnete daraufhin einen Vertrag beim HK Jesenice für die bevorstehenden Playoffs der österreichischen Liga, da die Mannschaft über die gesamte Saison hinweg ein Torhüter-Problem hatte. Nach guten Leistungen in den ersten beiden Spielen des Viertelfinales verletzte sich Yeats jedoch und die Mannschaft schied schließlich gegen den späteren Vizemeister aus.

## Erfolge und Auszeichnungen
- 2003 Kelly-Cup-Gewinn mit den Atlantic City Boardwalk Bullies

## Karrierestatistik

### Hauptrunde
| Saison  | Team                            | Liga          | GP | W  | L  | T  | Min  | GA  | GAA  | SVS  | SVS%  | SO | G  | A  | PIM |
| ------- | ------------------------------- | ------------- | -- | -- | -- | -- | ---- | --- | ---- | ---- | ----- | -- | -- | -- | --- |
| 1995/96 | Lethbridge Hurricanes           | WHL           | 1  | 0  | 0  | 0  | 20   | 3   | 9.00 | --   | --    | 0  | 0  | 0  | 0   |
| 1996/97 | Olds Grizzlys                   | AJHL          | 32 | -- | -- | -- | 1678 | 95  | 3.40 | --   | --    | 1  | -- | -- | --  |
| 1997/98 | Olds Grizzlys                   | AJHL          | 26 | 12 | 12 | 1  | 1498 | 96  | 3.85 | --   | --    | 0  | -- | -- | --  |
| 1998/99 | University of Maine             | NCAA          | -- | -- | -- | -- | --   | --  | --   | --   | --    | -- | -- | -- | --  |
| 1999/00 | University of Maine             | NCAA          | 32 | 20 | 6  | 4  | 1821 | 79  | 2.60 | 806  | 91.07 | 0  | 0  | 2  | 0   |
| 2000/01 | University of Maine             | NCAA          | 33 | 18 | 9  | 4  | 1897 | 76  | 2.40 | 662  | 89.70 | 0  | 0  | 1  | 0   |
| 2001/02 | University of Maine             | NCAA          | 21 | 6  | 8  | 3  | 1048 | 54  | 3.09 | 423  | 88.68 | 0  | 0  | 0  | 0   |
| 2002/03 | Atlantic City Boardwalk Bullies | ECHL          | 48 | 23 | 16 | 8  | 2811 | 141 | 3.01 | 1220 | 89.64 | 4  | 0  | 1  | 0   |
| 2002/03 | Philadelphia Phantoms           | AHL           | 2  | 1  | 1  | 0  | 90   | 4   | 2.67 | 37   | 90.24 | 0  | 0  | 0  | 2   |
| 2003/04 | Portland Pirates                | AHL           | 7  | 2  | 1  | 1  | 332  | 12  | 2.17 | 154  | 92.77 | 1  | 0  | 0  | 0   |
| 2003/04 | Washington Capitals             | NHL           | 5  | 1  | 3  | 0  | 257  | 13  | 3.04 | 128  | 90.78 | 0  | 0  | 0  | 2   |
| 2004/05 | Reading Royals                  | ECHL          | 13 | 8  | 2  | 2  | 780  | 31  | 2.38 | 347  | 91.80 | 1  | 0  | 1  | 0   |
| 2004/05 | Idaho Steelheads                | ECHL          | 4  | 2  | 1  | 1  | 246  | 9   | 2.20 | 94   | 91.26 | 0  | 0  | 0  | 0   |
| 2005/06 | Idaho Steelheads                | ECHL          | 35 | 21 | 7  | 5  | 1980 | 98  | 2.97 | 831  | 89.45 | 1  | 0  | 0  | 0   |
| 2006/07 | Texas Wildcatters               | ECHL          | 60 | 32 | 19 | 7  | 3342 | 165 | 2.96 | 1670 | 91.01 | 6  | 0  | 1  | 0   |
| 2007/08 | Sparta Sarpsborg                | Get-Ligaen    | 41 | -- | -- | -- | 3080 | 100 | 1.95 | 1050 | 91.30 | 0  | 0  | -- | 22  |
| 2008/09 | Herlev Hornets                  | AlBank-Ligaen | 35 | -- | -- | -- | 1944 | 143 | 4.41 | 1148 | 88.92 | -- | 0  | 2  | 2   |
| 2008/09 | HK Jesenice                     | ÖEHL          | 1  | 0  | 1  | 0  | 60   | 5   | 5.00 | 23   | 82.14 | 0  | 0  | 0  | 0   |

### Playoffs
| Saison  | Team                            | Liga          | GP | W  | L  | T  | Min | GA | GAA  | SVS | SVS%  | SO | G  | A  | PIM |
| ------- | ------------------------------- | ------------- | -- | -- | -- | -- | --- | -- | ---- | --- | ----- | -- | -- | -- | --- |
| 2002/03 | Atlantic City Boardwalk Bullies | ECHL          | 8  | 4  | 1  | 0  | 397 | 16 | 2.42 | 138 | 89.61 | 1  | 0  | 0  | 0   |
| 2004/05 | Idaho Steelheads                | ECHL          | 2  | 0  | 1  | 0  | 66  | 3  | 2.73 | 19  | 86.36 | 0  | 0  | 0  | 0   |
| 2005/06 | Idaho Steelheads                | ECHL          | 5  | 2  | 2  | 1  | 289 | 16 | 3.32 | 146 | 90.12 | 1  | 0  | 0  | 0   |
| 2006/07 | Texas Wildcatters               | ECHL          | 6  | 2  | 3  | 1  | 287 | 16 | 3.34 | 148 | 90.24 | 1  | 0  | 0  | 0   |
| 2007/08 | Sparta Sarpsborg                | Get-Ligaen    | 6  | -- | -- | -- | 366 | 18 | 2.95 | 168 | 90.32 | 0  | 0  | -- | 0   |
| 2008/09 | Herlev Hornets                  | AlBank-Ligaen | 5  | -- | -- | -- | 281 | 18 | 3.84 | 164 | 90.11 | -- | -- | -- | --  |
| 2008/09 | HK Jesenice                     | ÖEHL          | 2  | 1  | 0  | 1  | 126 | 5  | 2.38 | 71  | 93.42 | 0  | 0  | 0  | 0   |

(Legende zur Torhüterstatistik: GP oder Sp = Spiele insgesamt; W oder S = Siege; L oder N = Niederlagen; T oder U oder OT = Unentschieden oder Overtime- bzw. Shootout-Niederlage; Min. = Minuten; SOG oder SaT = Schüsse aufs Tor; GA oder GT = Gegentore; SO = Shutouts; GAA oder GTS = Gegentorschnitt; Sv% oder SVS% = Fangquote; EN = Empty Net Goal; 1 Play-downs/Relegation; Kursiv: Statistik nicht vollständig)